# تاتيانا تشيرنوفا
تاتيانا تشيرنوفا (بالروسية: Татьяна Сергеевна Чернова)‏ هي منافسة ألعاب القوى روسية، ولدت في 29 يناير 1988 في كراسنودار في روسيا.

## وصلات خارجية
- تاتيانا تشيرنوفا على موقع الاتحاد الدولي لألعاب القوى (الإنجليزية)
- تاتيانا تشيرنوفا على موقع اللجنة الأولمبية الدولية (الإنجليزية)
- تاتيانا تشيرنوفا على موقع أوليمبيديا (الإنجليزية)